# Samuel Niederhauser
Pour les articles homonymes, voir Niederhauser.
Samuel Niederhauser, né le 2 février 1998 à Berne, est un violoncelliste suisse.
En 2022, il est lauréat du Concours musical international Reine Élisabeth de Belgique.

## Biographie
Samuel Niederhauser naît le 2 février 1998 à Berne, en Suisse,. Il grandit à Bienne.
Il suit des cours de violoncelle dès l'âge de 6 ans auprès de Matthias Walpen à Longeau,. À l'âge de 9 ans, il fait sa première performance solo avec un concerto de Vivaldi.
Il est aidé dans son apprentissage à Berne par Cliodhna Ni Aodain puis à Zurich par Rebecca Firth et, en 2016, alors qu'il est en dernière année au Gymnasium Biel-Seeland (de) de Bienne, il s'inscrit à la Haute école des arts de Zurich dans la classe de Thomas Grossenbacher.
En 2019, il remporte le premier prix au Concours international CIMA. Il remporte la même année le deuxième prix et le prix Wiener Klassik au Concours international Antonio Vivaldi de Vienne. Toujours en 2019, il reprend la partie solo de la première mondiale du Concerto pour violoncelle de Jost Meier avec l'Orchestre symphonique de Bienne-Soleure.
Il joue au Festival Menuhin de Gstaad et à l'Arosa Klassik Festival.
Il se produit régulièrement en soliste avec des orchestres tels que l'Orchestre de chambre de Zurich, l'Orchestre symphonique de Bienne-Soleure, l'Orchestre de la ville de Soleure, l'Orchestre de chambre de Bienne, l'Orchestre international de chambre de Vienne et l'Orchestre des jeunes de Gstaad.
À partir de 2017, Samuel Niederhauser joue sur un violoncelle manufacturé par Philipp Augustin, de Staufen im Breisgau.
En 2022, il est lauréat non classé du Concours musical international Reine Élisabeth de Belgique, et reçoit un prix d'un montant de 4 000 euros. Nicolas Blanmont de La Libre « s'étonne de ce que Samuel Niederhauser ne figure pas dans le haut du classement ».

## Récompenses et distinctions
- 2018 : premier prix, Kiwanis Competition, Zurich[11]
- 2019 : deuxième prix, Vivaldi Competition, Vienne [11]
- 2019 : premier prix, CIMA Competition Vienne[5]
- 2020 : prix d'étude, concours instrumental de pour-cent culturel Migros  [11]
- 2020 : premier prix, Arpeggione Competition ZHdK[11]
- 2021 : prix Guy Fallot, Concours de Genève[11]
- 2022 : lauréat du Concours musical international Reine Élisabeth de Belgique